# Венцеслао Фігейрео
Хуан Венцеслао Фігейрео (1834 — 12 січня 1910) — домініканський військовий та політичний діяч, президент країни влітку 1899 року.

## Політична кар'єра
Обіймав посаду віце-президента з 1893 до 1897 року. Зайняв пост президента країни після убивства Улісеса Еро.